# پروباربیتال
پروباربیتال (انگلیسی: Probarbital) یک مشتق باربیتورات با اثرات خواب‌آور، آرام‌بخش و ضدتشنج است.